# Arly Jover
 (avril 2017).
Si vous disposez d'ouvrages ou d'articles de référence ou si vous connaissez des sites web de qualité traitant du thème abordé ici, merci de compléter l'article en donnant les références utiles à sa vérifiabilité et en les liant à la section « Notes et références ».
Pour les articles homonymes, voir Jover.
Arly Jover, née Araceli Jover le 2 février 1971 à Melilla, en Espagne, est une actrice et danseuse espagnole.

## Biographie
Née à Melilla, une presqu'île espagnole enclavée dans le territoire marocain, Arly Jover est la cadette d'une famille de sept enfants et son père travaille pour l'armée. À l'âge de 5 ans, elle emménage à Majorque dans les îles Baléares.
Trois ans plus tard, elle commence l'apprentissage de la danse. À quinze ans, elle quitte l'Espagne et intègre l'école de l’American Ballet Theatre de New York aux États-Unis. En 1996, à la suite de sérieuses blessures, elle doit arrêter la danse et décide de devenir actrice.
Elle débute à la télévision avec un petit rôle dans Women: Stories of Passion. Après quelques autres apparitions télévisées, elle se fait remarquer en 1998 dans Blade, le film de Stephen Norrington. Elle interprète Mercury, la vampire amoureuse de Deacon Frost (Stephen Dorff). Dans les années suivantes, elle apparaît dans de nombreux petits rôles au cinéma et dans des séries. On lui confie parfois des personnages plus importants dans des films tels que Fish in a Barrel ou Vampires 2 : Adieu vampires.
Finalement, après 18 ans aux États-Unis, elle décide de partir pour la France. Peu de temps après son arrivée, elle obtient un rôle majeur dans L'Empire des loups, de Chris Nahon, aux côtés de Jocelyn Quivrin et Jean Reno. Un an plus tard, elle interprète la femme de Didier Bourdon dans la comédie Madame Irma. Elle reste dans ce registre pour son film suivant : Les Deux mondes, qui lui permet de donner la réplique à Benoît Poelvoorde.
En 2008, la jeune femme décide de prendre l'air avec Le Voyage aux Pyrénées, des frères Larrieu avec Jean-Pierre Darroussin et Sabine Azéma. Elle est ensuite à l'affiche des Regrets de Cédric Kahn, avec Yvan Attal et Valeria Bruni Tedeschi.
En 2018, Arly crée Médialath Studio, pour la création et le développement de ses projets.

## Filmographie

### Cinéma
- 1994 : Tango de Patrice Leconte :
- 1995 : The Ballad of Johnny-Jane :
- 1998 : Blade de Stephen Norrington : Mercury
- 2000 : Four Dogs Playing Poker (en) : Maria
- 2000 : The Young Unknowns : Paloma
- 2000 : Everything Put Together (en) : Nurse Edna
- 2000 : Maria & Jose : Maria
- 2001 : Fish in a Barrel : Nina
- 2002 : Vampires 2 : Adieu vampires (Vampires: Los Muertos) de Tommy Lee Wallace : Una
- 2002 : Impostor de Gary Fleder : Newscaster #2
- 2003 : April's Shower (en) de Trish Doolan : Sophie
- 2005 : L'Empire des Loups de Chris Nahon : Anna Heymes
- 2006 : Madame Irma de Didier Bourdon : Ines Lenoir
- 2007 : Little Ashes de Paul Morrison : Gala
- 2007 : Les Deux Mondes de Daniel Cohen : Delphine
- 2008 : Le Voyage aux Pyrénées de Jean-Marie et Arnaud Larrieu
- 2009 : Les Regrets de Cédric Kahn : Lisa
- 2010 : Gigola de Laure Charpentier : Johanne
- 2010 : Magma de Pierre Vinour : Ainhoa Javier
- 2011 : Qui a envie d'être aimé ? de Anne Giafferi : Claire
- 2011 : L'Exercice de l'État de Pierre Schöller : Séverine Saint-Jean
- 2011 : La Ligne blanche d'Olivier Torres : Alice
- 2011 : Millénium : Les Hommes qui n'aimaient pas les femmes (The Girl with the Dragon Tattoo) de David Fincher : Liv
- 2012 : Quand je serai petit de Jean-Paul Rouve : Ana
- 2012 : Le Guetteur de Michele Placido : Kathy
- 2012 : Les Saveurs du palais de Christian Vincent : Mary
- 2013 : En solitaire de Christophe Offenstein : Anna
- 2016 : Deux nuits jusqu'au matin de Mikko Kuparinen (fi) : Céline
- 2016 : Jan Masaryk, histoire d'une trahison (Masaryk) de Julius Ševčík :
- 2017 : Axolotl Overkill de Helene Hegemann : Alice
- 2025 : In the Lost Lands de Paul W. S. Anderson : Ash

### Télévision
- 1997 : Women: Stories of Passion (en)
- 1997 : Players, les maîtres du jeu
- 2003 : Dragnet - épisodeThe Artful Dodger : Katrina Fluery
- 2006 : L'Enfant d'une autre : Johana Iglesias
- 2012 : Le Cerveau d'Hugo : Élisa, la mère d'Hugo
- 2012 : Mon ami Pierrot : Cecilia
- 2013 : Les Petits Meurtres d'Agatha Christie - saison 2, épisode 4 : Pourquoi pas Martin ? : Alma Sarrazin
- 2015 : El Capitan : Madame de Brissac (mini série)
- 2015 : Les Yeux ouverts de Lorraine Lévy : Hélène
- 2015 : Malaterra de Jean-Xavier de Lestrade et Laurent Herbiet : Adriana
- 2018 : Sense8 de Lana Wachowski : Georges